# Otto-Werner Mueller
Otto-Werner Müller (Bensheim, Alemania, 23 de junio de 1926-Charlotte, Carolina del Norte, 25 de febrero de 2016) fue un director de orquesta y pedagogo alemán, destacado maestro de directores de orquesta.
Estudió en Fráncfort del Meno y debutó a los 19 años en Stuttgart, donde fundó el Coro de Radio Suttgart.
En 1951 se estableció en Montreal y tomó clases con Igor Markevitch en México. En 1963 fue director de la Victoria Symphony Orchestra, trabajó activamente en la CBC y como profesor invitado en Moscú, donde Maxim Shostakovich y Rudolph Barsai se contaron entre sus discípulos.
En 1967 se mudó a Estados Unidos y luego de dirigir en Moscú, Leningrado, Riga y Canadá se dedicó a la enseñanza en Madison, Yale, Juilliard School y en el Curtis Institute of Music de Filadelfia donde todavía dicta clases siendo además director de la Curtis Symphony Orchestra.
Entre sus discípulos se hallan Alan Gilbert, Miguel Harth-Bedoya, Sarah Ioannides, Eduardo Browne, Alasdair Neale, Paavo Järvi, Jahja Ling, Jens Georg Bachmann, Rossen Milanov, Raymond Harvey y Óliver Díaz.